# Championnats de Nouvelle-Zélande de cyclisme sur piste
Les championnats de Nouvelle-Zélande de cyclisme sur piste sont les championnats nationaux de cyclisme sur piste de Nouvelle-Zélande, organisés par la Fédération néo-zélandaise.

## Palmarès

### Hommes

#### Kilomètre
| Année | Vainqueur            | Deuxième             | Troisième            |
| ----- | -------------------- | -------------------- | -------------------- |
| 1985  | Murray Steele        |                      |                      |
| 1992  | Jon Andrews          |                      |                      |
| 1993  | Jon Andrews          |                      |                      |
| 2003  | Neil Campbell        |                      | Justin Grace         |
| 2006  | David Cresswell      | Neil Campbell        | Joshua England       |
| 2007  | Justin Grace         | Pete Murray          | Simon Van Velthooven |
| 2010  | Edward Dawkins       |                      |                      |
| 2012  | Cameron Karwowski    | Westley Gough        | Aaron Gate           |
| 2013  | Simon Van Velthooven | Edward Dawkins       | Cameron Karwowski    |
| 2014  | Simon Van Velthooven | Dylan Kennett        | Cameron Karwowski    |
| 2015  | Matthew Archibald    | Simon Van Velthooven | Dylan Kennett        |
| 2016  | Simon Van Velthooven | Zac Williams         | Dylan Kennett        |
| 2017  | Zac Williams         | Edward Dawkins       | Jordan Castle        |
| 2018  | Samuel Dakin         | Jackson Ogle         | Callum Saunders      |
| 2019  | Nick Kergozou        | Zac Williams         | Campbell Stewart     |
| 2020  | Nick Kergozou        | Zac Williams         | Campbell Stewart     |
| 2021  | Nick Kergozou        | Joshua Scott         | Regan Gough          |
| 2022  | Nick Kergozou        | George Jackson       | Daniel Bridgwater    |
| 2023  | Luke Blackwood       | Edward Pawson        | Oliver Watson-Palmer |
| 2024  | Nick Kergozou        | Kyle Aitken          | Liam Cavanagh        |
| 2025  | Samuel Dakin         | Zakk Patterson       | Magnus Jamieson      |

#### Keirin
| Année | Vainqueur            | Deuxième             | Troisième         |
| ----- | -------------------- | -------------------- | ----------------- |
| 2003  | Justin Grace         | Hayden Sword         | Andrew Williams   |
| 2006  | Nathan Seddon        | Anthony Peden        | Neil Campbell     |
| 2012  | Simon Van Velthooven | Edward Dawkins       | Matthew Archibald |
| 2013  | Simon Van Velthooven | Sam Webster          | Matthew Archibald |
| 2014  | Sam Webster          | Ethan Mitchell       | Matthew Archibald |
| 2015  | Sam Webster          | Simon Van Velthooven | Matthew Archibald |
| 2016  | Matthew Archibald    | Simon Van Velthooven | Zac Williams      |
| 2017  | Sam Webster          | Jordan Castle        | Samuel Dakin      |
| 2018  | Samuel Dakin         | Callum Saunders      | Maxwell Uivel     |
| 2019  | Edward Dawkins       | Callum Saunders      | Sam Webster       |
| 2020  | Edward Dawkins       | Jordan Castle        | Samuel Dakin      |
| 2021  | Samuel Dakin         | Sam Webster          | Bradly Knipe      |
| 2022  | Samuel Dakin         | Bradly Knipe         | Reuben Webster    |
| 2023  | Callum Saunders      | Patrick Clancy       | Kaio Lart         |
| 2024  | Samuel Dakin         | Liam Cavanagh        | Kaio Lart         |
| 2025  | Samuel Dakin         | Luke Blackwood       | Jaxson Russell    |

#### Vitesse individuelle
| Année | Vainqueur         | Deuxième          | Troisième            |
| ----- | ----------------- | ----------------- | -------------------- |
| 1985  | Michael McRedmond |                   |                      |
| 1992  | Jon Andrews       |                   |                      |
| 1993  | Jon Andrews       |                   |                      |
| 2003  | Justin Grace      | Neil Campbell     | Jono Hamlin          |
| 2006  | Justin Grace      | Nathan Seddon     | Neil Campbell        |
| 2007  | Justin Grace      | Nathan Seddon     | Adam Stewart         |
| 2010  | Edward Dawkins    |                   |                      |
| 2012  | Edward Dawkins    | Sam Webster       | Matthew Archibald    |
| 2013  | Sam Webster       | Matthew Archibald | Edward Dawkins       |
| 2014  | Sam Webster       | Edward Dawkins    | Simon Van Velthooven |
| 2015  | Sam Webster       | Edward Dawkins    | Matthew Archibald    |
| 2016  | Sam Webster       | Edward Dawkins    | Ethan Mitchell       |
| 2017  | Sam Webster       | Ethan Mitchell    | Zac Williams         |
| 2018  | Samuel Dakin      | Callum Saunders   | Lee Evans            |
| 2019  | Edward Dawkins    | Ethan Mitchell    | Sam Webster          |
| 2020  | Sam Webster       | Samuel Dakin      | Bradly Knipe         |
| 2021  | Sam Webster       | Ethan Mitchell    | Samuel Dakin         |
| 2022  | Samuel Dakin      | Bradly Knipe      | Nick Kergozou        |
| 2023  | Callum Saunders   | Patrick Clancy    | Reuben Webster       |
| 2024  | Samuel Dakin      | Patrick Clancy    | Kaio Lart            |
| 2025  | Samuel Dakin      | Kaio Lart         | Jaxson Russell       |

#### Vitesse par équipes
| Année | Vainqueur                                                  | Deuxième                                                              | Troisième                                                      |
| ----- | ---------------------------------------------------------- | --------------------------------------------------------------------- | -------------------------------------------------------------- |
| 2003  | Auckland Neil Campbell Justin Grace                        |                                                                       |                                                                |
| 2006  | Auckland Neil Campbell Justin Grace Andrew Williams        |                                                                       |                                                                |
| 2007  | Canterbury Peter Murray Adam Stewart Matthew Fox           |                                                                       |                                                                |
| 2010  | Auckland Myron Simpson Ethan Mitchell Andrew Williams      |                                                                       |                                                                |
| 2013  | Auckland Ethan Mitchell Simon Van Velthooven Sam Webster   |                                                                       |                                                                |
| 2014  | Southland Matthew Archibald Edward Dawkins Jeremy Presbury |                                                                       |                                                                |
| 2015  | Auckland Ethan Mitchell Sam Webster Zac Williams           | Southland Jeremy Presbury Matthew Archibald Edward Dawkins            | Mixed team Gregory Potter Simon van Velthooven Daniel Rafferty |
| 2016  | Southland Matthew Archibald Jeremy Presbury Ben Stewart    | West Coast North Island Simon van Velthooven James Cuff Jordan Castle | Mixed team Samuel Dakin Callum Saunders Lewis Eccles           |
| 2017  | Auckland Ethan Mitchell Sam Webster Zac Williams           | Waikato Bay of Plenty Lewis Eccles Reon Sheath Callum Saunders        | Southland Fabian Wybrow Nick Kergozou Bradly Knipe             |
| 2018  | Wellington Lee Evans Russell Pepperell Maxwell Uivel       | Canterbury Hugo Jones Maxwell Jones Joshua Scott                      | Mixed team Samuel Dakin Jackson Ogle Callum Saunders           |
| 2019  | Southland Edward Dawkins Nick Kergozou Bradly Knipe        | Composite Ethan Mitchell Zac Williams Callum Saunders                 | Canterbury Josh Scott Felix Donnelly Hugo Jones                |
| 2020  | Nick Kergozou Tom Sexton Conor Shearing                    | Cailen Calkin Patrick Clancy Jayden Fleming                           | Russell Pepperell Chris Watts Angus Claasen                    |
| 2021  | Jackson Ogle Jayden Fleming Patrick Clancy                 | Sebastian Lipp Joshua Scott Dylan Day                                 | Chris Watts Russell Pepperell Mike Thomas                      |
| 2022  | Haydn Jack Nick Kergozou Bradly Knipe                      | Daniel Bridgwater Patrick Clancy Reuben Webster                       | Ewan Cousins Cameron French Zakk Patterson                     |
| 2023  | Jaxon Russell Liam Cavanagh Reuben Webster                 | Daniel Sheperd Jared Mann Kaio Lart                                   | Ronan Shearing Charlie Tinoai Connor Douglas                   |
| 2024  | Jaxon Russell Liam Cavanagh Patrick Clancy                 | Jared Mann Matthew Davis Kaio Lart                                    |                                                                |
| 2025  | Luke Blackwood Jack Gerken Louis Vuleta                    | Kaio Lart Ryan Hansen Jaxson Russell                                  | Jared Mann Daniel Shepherd Edward Sims                         |

#### Poursuite individuelle
| Année | Vainqueur       | Deuxième             | Troisième         |
| ----- | --------------- | -------------------- | ----------------- |
| 1985  | Graeme Miller   |                      |                   |
| 1992  | Gary Anderson   |                      |                   |
| 1993  | Glen McLeay     |                      |                   |
| 2003  | Peter Latham    | Tim Gudsell          | Matthew King      |
| 2006  | Hayden Roulston | Marc Ryan            | Richard Bowker    |
| 2007  | Darren Shea     | Shane Melrose        | James Fairweather |
| 2012  | Peter Latham    | Westley Gough        | Alex Frame        |
| 2013  | Aaron Gate      | Michael Vink         | Myron Simpson     |
| 2014  | Dylan Kennett   | Patrick Bevin        | Aaron Gate        |
| 2015  | Dylan Kennett   | Alex Frame           | Marc Ryan         |
| 2016  | Pieter Bulling  | Dylan Kennett        | Marc Ryan         |
| 2017  | Dylan Kennett   | Nick Kergozou        | Hugo Jones        |
| 2018  | Jared Gray      | Joshua Scott         | Brad Evans        |
| 2019  | Hamish Bond     | Jordan Kerby         | Dylan Kennett     |
| 2020  | Aaron Gate      | Joshua Scott         | Hugo Jones        |
| 2021  | Aaron Gate      | Nick Kergozou        | Regan Gough       |
| 2022  | Thomas Sexton   | Keegan Hornblow      | Daniel Bridgwater |
| 2023  | Edward Pawson   | Oliver Watson-Palmer | Hunter Gough      |
| 2024  | Kyle Aitken     | Nick Kergozou        | Bailey O'Donnell  |
| 2025  | Marshall Erwood | Lucas Murphy         | Hamish Keast      |

#### Poursuite par équipes
| Année | Vainqueur                                                                           | Deuxième                                                                     | Troisième                                                                       |
| ----- | ----------------------------------------------------------------------------------- | ---------------------------------------------------------------------------- | ------------------------------------------------------------------------------- |
| 1985  | Canterbury                                                                          |                                                                              |                                                                                 |
| 1992  | Canterbury                                                                          |                                                                              |                                                                                 |
| 1993  | Southland Cull Glen McLeay G. Smith M. Smith                                        |                                                                              |                                                                                 |
| 2003  | Waikato Black                                                                       |                                                                              |                                                                                 |
| 2006  | Mid-South Canterbury Marc Ryan Hayden Roulston Heath Blackgrove James Fairweather   |                                                                              |                                                                                 |
| 2012  | Waikatu Peter Latham Sam Bewley Scott Creighton Hayden McCormick                    |                                                                              |                                                                                 |
| 2013  | Mid South Canterbury Dylan Kennett Shane Archbold Marc Ryan Andrew Van der Hayden   |                                                                              |                                                                                 |
| 2014  | Mid South Canterbury Dylan Kennett Shane Archbold Alex Hooper Andrew Van der Hayden |                                                                              |                                                                                 |
| 2015  | Southland Pieter Bulling Cameron Karwowski Liam Aitcheson Nicholas Kergozou         | East Coast North Island Luke Mudgway Regan Gough Westley Gough Reon Sheath   | Mid South Canterbury Dylan Kennett Alex Hooper Daniel Rafferty Marc Ryan        |
| 2016  | Mid South Canterbury Hayden Roulston Marc Ryan Dylan Kennett Jason Allen            | Southland Pieter Bulling Nicholas Kergozou Cameron Karwowski Joshua Haggerty | Canterbury Alex Frame Maxwell Jones Hugo Jones Joshua Scott                     |
| 2017  | Southland Thomas Sexton Joshua Haggerty Nick Kergozou Anton O'Connell               | Canterbury Hugo Jones Joshua Scott Maxwell Jones Matthew Trenchard           | West Coast North Island Campbell Stewart Carne Groube Joel Yates Thomas Garbett |
| 2018  | Canterbury Hugo Jones Maxwell Jones Joshua Scott Bailey O'Donnell                   | Auckland Samuel Dakin Harry Waine Aaron Wyllie Lachlan Dickson               | Waikato George Jackson Kiaan Watts Archie Martin Jarred Tremayne                |
| 2019  | Southland Edward Dawkins Nick Kergozou Thomas Sexton Corbin Strong                  | Waikato BOP George Jackson Dylan Kennett Jarred Treymayne Finn Fisher-Black  | Canterbury Red Bailey O'Donnell Laurence Pithie Hugo Jones Josh Scott           |
| 2020  | Hugo Jones Joshua Scott Ryan MacLeod Laurence Pithie                                | Nick Kergozou Conor Shearing Samuel Miller Thomas Sexton                     | Ollie Jones Griffyn Spencer Matthew Ownsworth Joshua van Heyningen              |
| 2021  | Nick Kergozou Thomas Sexton Hamish Keast Corbin Strong                              | Hugo Jones Joshua Scott Ryan MacLeod Jonty Harris                            | Kiaan Watts Daniel Bridgwater Zac Williams Zakk Patterson                       |
| 2022  | Daniel Bridgwater Zakk Patterson Kiaan Watts Oliver Watson-Palmer                   | Hugo Jones Charlie Hegan D'Arcy Sanders Jonty Harris                         | Luke Blackwood Joel Douglas Austin Norwell Edward Pawson                        |
| 2023  | Oliver Watson-Palmer Lewis Johnston Matt Davis Maui Morrisson                       | Marshall Erwood Tom Kerr Magnus Jamieson Jesse Willis                        | Edward Pawson Christian Rush Ed Sims Bernard Pawson                             |
| 2024  | Aaron Gate George Jackson Thomas Sexton Keegan Hornblow                             | Marshall Erwood Nick Kergozou Kyle Aitken Daniel Bridgewater                 | Lucas Bhimy Hunter Dalton Daniel Morton Bernard Pawson                          |
| 2025  | Hamish Keast Oliver Clark Andre Free Jesse Johnston                                 | James Gardner Hunter Gough Joshua Grieve Luca Sanders                        | Liam Ramsey Jonathan Blyth Zach Woollett Hamish Wallace                         |

#### Course aux points
| Année | Vainqueur         | Deuxième            | Troisième            |
| ----- | ----------------- | ------------------- | -------------------- |
| 1985  | Brian Fowler      |                     |                      |
| 1992  | Graeme Miller     |                     |                      |
| 1993  | Glen McLeay       |                     |                      |
| 1999  | Gregory Henderson |                     |                      |
| 2001  | Gregory Henderson |                     |                      |
| 2003  | Anthony Chapman   | Glen Edward Thomson |                      |
| 2006  | Gregory Henderson | Hayden Roulston     | Richard Bowker       |
| 2007  | Anthony Chapman   | Tim Bennett         | Scott Murray         |
| 2012  | Thomas Scully     | Westley Gough       | Marc Ryan            |
| 2013  | Aaron Gate        | Shane Archbold      | Pieter Bulling       |
| 2014  | Patrick Bevin     | Aaron Gate          | Myron Simpson        |
| 2015  | Regan Gough       | Marc Ryan           | Dylan Kennett        |
| 2016  | Aaron Gate        | Jason Allen         | Pieter Bulling       |
| 2017  | Dylan Kennett     | Nicholas Kergozou   | Campbell Stewart     |
| 2018  | Brad Evans        | Joshua Scott        | Harrison Waine       |
| 2019  | Corbin Strong     | Jordan Kerby        | Thomas Sexton        |
| 2020  | Corbin Strong     | Campbell Stewart    | Aaron Gate           |
| 2021  | Aaron Gate        | Corbin Strong       | Campbell Stewart     |
| 2022  | George Jackson    | Carne Groube        | Kiaan Watts          |
| 2023  | Hayden Strong     | Hunter Gough        | Oliver Watson-Palmer |
| 2024  | Edward Pawson     | Kyle Aitken         | Oliver Watson-Palmer |
| 2025  | Marshall Erwood   | Hamish Keast        | Daniel Morton        |

#### Scratch
| Année       | Vainqueur            | Deuxième           | Troisième          |
| ----------- | -------------------- | ------------------ | ------------------ |
| 1985        | Graeme Miller        |                    |                    |
| 1992        | Stuart Williams      |                    |                    |
| 1993        | Paul Leitch          |                    |                    |
| 2003        | Tim Gudsell          | Glen Thomson       | Dayle Cheatley     |
| 2006        | Hayden Godfrey       | Dayle Cheatley     | Adam Coker         |
| 2010        | Thomas Scully        |                    |                    |
| 2012        | Aaron Gate           | Patrick Jones      | Alex Frame         |
| 2013        | Aaron Gate           | Shane Archbold     | Michael Vink       |
| 2014        | Brad Evans           | Dylan Kennett      | Patrick Bevin      |
| 2015        | Alex Frame           | Dylan Kennett      | Cameron Karwowski  |
| 2016        | Alex Frame           | Hayden Roulston    | Aaron Gate         |
| 2017        | Dylan Kennett        | Joshua Haggerty    | Came Groube        |
| 2018        | Brad Evans           | Aaron Wyllie       | Harrison Waine     |
| 2019        | Dylan Kennett        | Corbin Strong      | Hugo Jones         |
| 2020        | Jordan Kerby         | Campbell Stewart   | Thomas Sexton      |
| 2021        | George Jackson       | Nick Kergozou      | Campbell Stewart   |
| 2022 (mars) | Kiaan Watts          | Daniel Bridgwater  | George Jackson     |
| 2022 (déc.) | Campbell Stewart     | George Jackson     | Keegan Hornblow    |
| 2023        | Oliver Watson-Palmer | Hayden Strong      | Hunter Gough       |
| 2024        | Nick Kergozou        | James Gardner      | Daniel Bridgewater |
| 2025        | Magnus Jamieson      | Mitchel Fitzsimons | Marshall Erwood    |

#### Course à l'américaine
| Année       | Vainqueur                         | Deuxième                           | Troisième                        |
| ----------- | --------------------------------- | ---------------------------------- | -------------------------------- |
| 2003        | Gregory Henderson Anthony Chapman |                                    |                                  |
| 2006        | Timothy Gudsell Marc Ryan         |                                    |                                  |
| 2009        | Thomas Scully Shane Archbold      |                                    |                                  |
| 2012        | Dylan Kennett Hayden McCormick    | Jason Allen Thomas Scully          | Aaron Gate Myron Simpson         |
| 2013        | Aaron Gate Myron Simpson          | Pieter Bulling Cameron Karwowski   | Jason Christie Hayden McCormick  |
| 2014        | Shane Archbold Dylan Kennett      | Patrick Bevin Regan Gough          | Liam Aitcheson Cameron Karwowski |
| 2015        | Sam Dobbs Dylan Kennett           | Regan Gough Luke Mudgway           | Pieter Bulling Aaron Gate        |
| 2017        | Dylan Kennett Campbell Stewart    | Nicholas Kergozou Thomas Sexton    | Joshua Scott Corbin Strong       |
| 2018        | Joshua Scott Brad Evans           | Bailey O'Donnell Finn Fisher-Black | George Jackson Kiaan Watts       |
| 2019        | Jordan Kerby Campbell Stewart     | Dylan Kennett Corbin Strong        | George Jackson Finn Fisher-Black |
| 2020 (janv) | Thomas Sexton Laurence Pithie     | Hugo Jones Joshua Scott            | George Jackson Zakk Patterson    |
| 2020 (nov)  | Aaron Gate Campbell Stewart       | Regan Gough Jordan Kerby           | Thomas Sexton Corbin Strong      |
| 2021        | Regan Gough Thomas Sexton         | Nick Kergozou Daniel Bridgwater    | Hugo Jones Carne Groube          |
| 2022        | Campbell Stewart Thomas Sexton    | George Jackson Corbin Strong       | Matt David Edward Pawson         |
| 2024        | Bailey O'Donnell Marshall Erwood  | Magnus Jamieson Kane Foster        | Matthew Davis Maui Morrison      |
| 2025        | Daniel Morton Magnus Jamieson     | Mitchel Fitzsimons Hamish Keast    | Lucas Murphy Zakk Patterson      |

#### Omnium
| Année       | Vainqueur       | Deuxième         | Troisième         |
| ----------- | --------------- | ---------------- | ----------------- |
| 2010        | Westley Gough   | Marc Ryan        | Jason Allen       |
| 2015        | Aaron Gate      | Luke Mudgway     | Cameron Karwowski |
| 2017        | Dylan Kennett   | Regan Gough      | Luke Mudgway      |
| 2018        | Aaron Wyllie    | Harrison Waine   | Hugo Jones        |
| 2019        | Jordan Kerby    | Campbell Stewart | Corbin Strong     |
| 2020 (janv) | Corbin Strong   | George Jackson   | Nick Kergozou     |
| 2020 (nov)  | Aaron Gate      | Campbell Stewart | Corbin Strong     |
| 2021        | Regan Gough     | George Jackson   | Hugo Jones        |
| 2022        | Corbin Strong   | Campbell Stewart | Tom Sexton        |
| 2024        | Marshall Erwood | Bailey O'Donnell | Nick Kergozou     |
| 2025        | James Gardner   | Daniel Morton    | Zakk Patterson    |

#### Course par élimination
| Année       | Vainqueur            | Deuxième        | Troisième        |
| ----------- | -------------------- | --------------- | ---------------- |
| 2020        | Regan Gough          | Kiaan Watts     | Campbell Stewart |
| 2022 (mars) | George Jackson       | Keegan Hornblow | Hugo Jones       |
| 2022 (déc.) | Corbin Strong        | George Jackson  | Keegan Hornblow  |
| 2023        | Oliver Watson-Palmer | Kaio Lart       | Matt Davis       |
| 2024        | Bailey O'Donnell     | Hayden Strong   | Nick Kergozou    |
| 2025        | Magnus Jamieson      | Luke Mudgway    | James Gardner    |

### Femmes

#### 500 mètres
| Année | Vainqueur             | Deuxième              | Troisième            |
| ----- | --------------------- | --------------------- | -------------------- |
| 1999  | Fiona Carswell-Ramage | Joanne Kiesanowski    | Katri Läike          |
| 2001  | Fiona Carswell-Ramage | Elisabeth Williams    | Joanne Kiesanowski   |
| 2002  | Fiona Carswell-Ramage | Elisabeth Williams    | Joanne Kiesanowski   |
| 2003  | Elisabeth Williams    | Katri Läike           | Sarah Ulmer          |
| 2004  | Robyn Wong            | Sarah Butt            | R. Smith             |
| 2006  | Elisabeth Williams    | Fiona Carswell-Ramage | Katri Läike          |
| 2007  | Fiona Carswell-Ramage | Jocelyn Rastrick      | Elisabeth Williams   |
| 2008  | Natasha Hansen        | Jocelyn Rastrick      | Katie Schofield      |
| 2010  | Alison Shanks         |                       |                      |
| 2012  | Natasha Hansen        | Katie Schofield       | Stephanie McKenzie   |
| 2013  | Katie Schofield       | Natasha Hansen        | Stephanie McKenzie   |
| 2014  | Katie Schofield       | Stephanie McKenzie    | Paige Paterson       |
| 2015  | Stephanie McKenzie    | Katie Schofield       | Natasha Hansen       |
| 2016  | Natasha Hansen        | Katie Schofield       | Stephanie McKenzie   |
| 2017  | Natasha Hansen        | Emma Cumming          | Tess Young           |
| 2018  | Tess Young            | Olivia Ray            | Jaymie King          |
| 2019  | Olivia Podmore        | Racquel Sheath        | Tess Young           |
| 2020  | Shaane Fulton         | Jaymie King           | Sophie-Leigh Bloxham |
| 2021  | Shaane Fulton         | Ellesse Andrews       | Olivia King          |
| 2022  | Rebecca Petch         | Olivia King           | Nicole Marshall      |
| 2023  | Amelia Sykes          | Alana Breen           | Sophie de Vries      |
| 2024  | Shaane Fulton         | Sophie de Vries       | Leila Walker         |

#### Kilomètre
| Année | Vainqueur       | Deuxième     | Troisième      |
| ----- | --------------- | ------------ | -------------- |
| 2025  | Ellesse Andrews | Amelia Sykes | McKenzie Milne |

#### Keirin
| Année | Vainqueur             | Deuxième           | Troisième          |
| ----- | --------------------- | ------------------ | ------------------ |
| 2003  | Elisabeth Williams    | Katri Läike        | Joanne Kiesanowski |
| 2006  | Elisabeth Williams    | Katri Läike        | Alice King         |
| 2007  | Fiona Carswell-Ramage | Elisabeth Williams | Joanne Kiesanowski |
| 2008  | Natasha Hansen        | Jocelyn Rastrick   | Katri Läike        |
| 2012  | Natasha Hansen        | Elizabeth Steel    | Henrietta Mitchell |
| 2013  | Natasha Hansen        | Paige Paterson     | Elizabeth Steel    |
| 2014  | Stephanie McKenzie    | Katie Schofield    | Natasha Hansen     |
| 2015  | Stephanie McKenzie    | Natasha Hansen     | Elizabeth Steel    |
| 2016  | Natasha Hansen        | Katie Schofield    | Hannah Bayard      |
| 2017  | Olivia Podmore        | Natasha Hansen     | Tess Young         |
| 2018  | Olivia Ray            | Tess Young         | Jessie Hodges      |
| 2019  | Ellesse Andrews       | Tess Young         | Jaymie King        |
| 2020  | Shaane Fulton         | Ellesse Andrews    | Jaymie King        |
| 2021  | Shaane Fulton         | Samantha Donnelly  | Ellesse Andrews    |
| 2022  | Ellesse Andrews       | Olivia King        | Nicole Marshall    |
| 2023  | Shaane Fulton         | Mya Anderson       | Nicole Marshall    |
| 2024  | Rebecca Petch         | Mya Anderson       | Sophie De Vries    |
| 2025  | Ellesse Andrews       | Olivia King        | Samantha Donnelly  |

#### Vitesse individuelle
| Année | Vainqueur             | Deuxième           | Troisième             |
| ----- | --------------------- | ------------------ | --------------------- |
| 1996  | Donna Wynd            | Sarah Ulmer        |                       |
| 1999  | Fiona Carswell-Ramage | Joanne Kiesanowski | Emma Saunders         |
| 2001  | Elisabeth Williams    | Joanne Kiesanowski | Katri Läike           |
| 2002  | Fiona Carswell-Ramage | Elisabeth Williams | Katri Läike           |
| 2003  | Katri Läike           | Elisabeth Williams | Rosanne Chee          |
| 2006  | Fiona Carswell-Ramage | Elisabeth Williams | Katri Läike           |
| 2007  | Fiona Carswell-Ramage | Jocelyn Rastrick   | Juliet Earle          |
| 2008  | Natasha Hansen        | Jocelyn Rastrick   | Megan Blatchford-Peck |
| 2010  | Natasha Hansen        |                    |                       |
| 2012  | Natasha Hansen        | Stephanie McKenzie | Katie Schofield       |
| 2013  | Stephanie McKenzie    | Natasha Hansen     | Katie Schofield       |
| 2014  | Stephanie McKenzie    | Natasha Hansen     | Katie Schofield       |
| 2015  | Stephanie McKenzie    | Natasha Hansen     | Katie Schofield       |
| 2016  | Natasha Hansen        | Stephanie McKenzie | Olivia Podmore        |
| 2017  | Natasha Hansen        | Olivia Podmore     | Emma Cumming          |
| 2018  | Tess Young            | Olivia Ray         | Jaymie King           |
| 2019  | Natasha Hansen        | Olivia Podmore     | Tahlay Christie       |
| 2020  | Ellesse Andrews       | Shaane Fulton      | Emma Cumming          |
| 2020  | Olivia Podmore        | Natasha Hansen     | Ellesse Andrews       |
| 2021  | Shaane Fulton         | Ellesse Andrews    | Emma Cumming          |
| 2022  | Olivia King           | Nicole Marshall    | Geertien Venter       |
| 2023  | Shaane Fulton         | Nicole Marshall    | Sophie de Vries       |
| 2024  | Shaane Fulton         | Sophie de Vries    | Mya Anderson          |
| 2025  | Ellesse Andrews       | Olivia King        | Sophie De Vries       |

#### Vitesse par équipes
| Année | Vainqueur                                    | Deuxième                                        | Troisième                                   |
| ----- | -------------------------------------------- | ----------------------------------------------- | ------------------------------------------- |
| 2018  | Jaymie King Tess Young                       | Olivia Ray Rhiannon Brown                       |                                             |
| 2019  | Racquel Sheath Ellesse Andrews               | Tess Young Tahlay Christie                      | Jaymie King Sophie-Leigh Bloxham            |
| 2020  | Shaane Fulton Jaymie King                    | Sophie-Leigh Bloxham Nicole Marshall            | Rhiannon Dunn Briana Gunn                   |
| 2021  | Emma Cumming Nicole Marshall Emily Paterson  | Olivia King Ellesse Andrews Mya Anderson        | Rhiannon Dunn Shaane Fulton Olivia Ray      |
| 2022  | Olivia King Ellesse Andrews Rebecca Petch    | Samantha Donnelly Erin Downie Prudence Fowler   |                                             |
| 2023  | Mya Anderson Amelia Sykes Ciara Kelly        | Jessica Spencer Geertien Venter Nicole Marshall | Sophie de Vries Samantha Walker Alana Breen |
| 2024  | Rebecca Petch Olivia King Shaane Fulton      | Mya Anderson Sophie de Vries Leila Walker       | Hannah Bayard Samantha Walker Alana Breen   |
| 2025  | Sophie De Vries Erin Green Mikaela Macdonald |                                                 |                                             |

#### Poursuite individuelle
| Année | Vainqueur          | Deuxième                | Troisième          |
| ----- | ------------------ | ----------------------- | ------------------ |
| 1996  | Sarah Ulmer        |                         |                    |
| 1999  | Ranea Greenwood    | Annalisa Farrell        | Maria Hassan       |
| 2001  | Annalisa Farrell   | Kirsty Nicole Robb      | Tamara Boyd        |
| 2002  | Sarah Ulmer        | Annalisa Farrell        | Joanne Kiesanowski |
| 2003  | Sarah Ulmer        | Dale Tye                | Brei Gudsell       |
| 2006  | Paddy Walker       | Alison Shanks           | Dale Tye           |
| 2007  | Catherine Cheatley | Dale Tye                | Josie Giddens      |
| 2008  | Alison Shanks      | Kerri-Ann Torckler-Page | Lauren Ellis       |
| 2012  | Kaytee Boyd        | Rushlee Buchanan        | Georgia Williams   |
| 2013  | Jaime Nielsen      | Georgia Williams        | Rushlee Buchanan   |
| 2014  | Jaime Nielsen      | Lauren Ellis            | Georgia Williams   |
| 2015  | Jaime Nielsen      | Rushlee Buchanan        | Georgia Williams   |
| 2016  | Jaime Nielsen      | Rushlee Buchanan        | Lauren Ellis       |
| 2017  | Jaime Nielsen      | Rushlee Buchanan        | Kirstie James      |
| 2018  | Jessie Hodges      | Elyse Fraser            | Nicole Shields     |
| 2019  | Kirstie James      | Holly Edmondston        | Rushlee Buchanan   |
| 2020  | Kirstie James      | Jaime Nielsen           | Nina Wollaston     |
| 2021  | Bryony Botha       | Jaime Nielsen           | Kirstie James      |
| 2022  | Bryony Botha       | Samantha Donnelly       | Prudence Fowler    |
| 2023  | Amelia Sykes       | Samantha Walker         | Belle Judd         |
| 2024  | Bryony Botha       | Samantha Donnelly       | Prudence Fowler    |
| 2025  | McKenzie Milne     | Amelia Sykes            | Mya Wolfenden      |

#### Poursuite par équipes
| Année | Vainqueur                                                   | Deuxième                                                      | Troisième                                                   |
| ----- | ----------------------------------------------------------- | ------------------------------------------------------------- | ----------------------------------------------------------- |
| 2016  | Racquel Sheath Bryony Botha Madison Farrant Philippa Sutton |                                                               |                                                             |
| 2017  | Racquel Sheath Bryony Botha Rushlee Buchanan Jaime Nielsen  |                                                               |                                                             |
| 2018  | Elyse Frase Samantha Donnelly Annamarie Lipp Katerina Smith | Ally Wollaston Eva Parkinson Samantha Ogle McKenzie Milne     | Helena Rikiti Emily Shearman Grace Saywell Dayna Haythorne  |
| 2019  | Racquel Sheath Bryony Botha Rushlee Buchanan Jessie Hodges  | Kirstie James Emily Paterson Natalie Green Rylee McMullen     | Ally Wollaston Olivia King Eva Parkinson Mya Anderson       |
| 2020  | Ally Wollaston Jaime Nielsen Jessie Hodges Nina Wollaston   | Rylee McMullen Emily Paterson Nicole Shields Nicole Marshall  | Jenna Borthwick Erin Downie Mikaela Grant Charlotte Spurway |
| 2021  | Kirstie James Nicole Shields Emily Paterson Rylee McMullen  | Sami Donnelly Jenna Borthwick Mikaela Grant Amelia Sykes      | Aimee Blackmore Bee Townsend Jorja Clouth Olivia Ray        |
| 2022  | Bryony Botha Prudence Fowler Nicole Murray Seana Gray       | Maddison Lowry Samantha Walker Samantha Donnelly Amelia Sykes | Emily Shearman Ruby Bath Molly Hayes Anna Laschet           |
| 2023  | Amelia Sykes Samantha Walker Meghan Baker Kirsty Watts      | Belle Judd Mya Wolfenden Caitlin Kelly Molly Hayes            | Jessica Spencer Lucy Mchutchon Rudy Bath Nicole Marshall    |
| 2024  | Meg Baker Mya Wolfenden Sophie Maxwell Kirsty Watts         | Hannah Bayard Belle Judd Bee Townsend Elena Worrall           | Samantha Walker Eliana Beale Lucy Reeve Lucy Griffin        |

#### Course aux points
| Année | Vainqueur          | Deuxième           | Troisième         |
| ----- | ------------------ | ------------------ | ----------------- |
| 1996  | Jacqueline Nelson  | Sarah Ulmer        |                   |
| 1999  | Ranea Greenwood    | Tania Duff-Miller  | Marina Duvnjak    |
| 2001  | Joanne Kiesanowski | Nicole Tasker      | Kate Mullarky     |
| 2003  | Sarah Ulmer        | Joanne Kiesanowski | Tamara Boyd       |
| 2006  | Joanne Kiesanowski | Catherine Cheatley | Melissa Holt      |
| 2007  | Joanne Kiesanowski | Catherine Cheatley | Katri Läike       |
| 2008  | Lauren Ellis       | Emma Hutchings     | Katri Läike       |
| 2012  | Joanne Kiesanowski | Rushlee Buchanan   | Sequoia Cooper    |
| 2013  | Lauren Ellis       | Georgia Williams   | Rushlee Buchanan  |
| 2014  | Sophie Williamson  | Lauren Ellis       | Jaime Nielsen     |
| 2015  | Jaime Nielsen      | Racquel Sheath     | Rushlee Buchanan  |
| 2016  | Racquel Sheath     | Lauren Ellis       | Rushlee Buchanan  |
| 2017  | Rushlee Buchanan   | Racquel Sheath     | Michaela Drummond |
| 2018  | Jessie Hodges      | Olivia Ray         | Libby Arbuckle    |
| 2019  | Kirstie James      | Bryony Botha       | Racquel Sheath    |
| 2020  | Jessie Hodges      | Nicole Shields     | Bryony Botha      |
| 2021  | Kirstie James      | Rylee McMullen     | Holly Edmondston  |
| 2022  | Bryony Botha       | Ella Wyllie        | Prudence Fowler   |
| 2023  | Amelia Sykes       | Samantha Walker    | Belle Judd        |
| 2024  | Rylee McMullen     | Hannah Bayard      | Georgia Simpson   |
| 2025  | Emily Shearman     | Amelia Sykes       | Samantha Donnelly |

#### Scratch
| Année | Vainqueur             | Deuxième           | Troisième          |
| ----- | --------------------- | ------------------ | ------------------ |
| 2001  | Joanne Kiesanowski    | Jenny Harris       | Tamara Boyd        |
| 2002  | Fiona Carswell-Ramage | Tamara Boyd        | Joanne Kiesanowski |
| 2003  | Catherine Cheatley    | Melissa Holt       | Jade Gilbertson    |
| 2004  | Robyn Wong            | Sarah Butt         | R. Smith           |
| 2006  | Tamara Boyd           | Melissa Holt       | Joanne Kiesanowski |
| 2007  | Fiona Carswell-Ramage | Elisabeth Williams | Joanne Kiesanowski |
| 2008  | Emma Giddens          | Catherine Cheatley | Kate Mullarky      |
| 2010  | Rushlee Buchanan      |                    |                    |
| 2012  | Joanne Kiesanowski    | Kathryn Jones      | Gemma Dudley       |
| 2013  | Elizabeth Steel       | Racquel Sheath     | Cassie Cameron     |
| 2014  | Lauren Ellis          | Elizabeth Steel    | Sequoia Cooper     |
| 2015  | Elizabeth Steel       | Racquel Sheath     | Lauren Ellis       |
| 2016  | Racquel Sheath        | Kirstie James      | Nina Wollaston     |
| 2017  | Kirstie James         | Rushlee Buchanan   | Jaime Nielsen      |
| 2018  | Olivia Ray            | Jessie Hodges      | Georgia Danford    |
| 2019  | Kirstie James         | Jessie Hodges      | Georgia Danford    |
| 2020  | Jessie Hodges         | Ally Wollaston     | Kirstie James      |
| 2021  | Olivia Ray            | McKenzie Milne     | Rylee McMullen     |
| 2022  | Bryony Botha          | Holly Edmondston   | Ella Wyllie        |
| 2023  | Amelia Sykes          | Belle Judd         | Samantha Walker    |
| 2024  | Hanna Bayard          | Belle Judd         | Georgia Simpson    |
| 2025  | Emily Shearman        | McKenzie Milne     | Amelia Sykes       |

#### Course à l'américaine
| Année       | Vainqueur                        | Deuxième                         | Troisième                     |
| ----------- | -------------------------------- | -------------------------------- | ----------------------------- |
| 2017        | Michaela Drummond Racquel Sheath | Jessie Hodges Philippa Sutton    | Bryony Botha Holly Edmondston |
| 2018        | Jessie Hodges Emily Shearman     | Ally Wollaston McKenzie Milne    | Kate Smith Elyse Fraser       |
| 2019        | Lauren Ellis Jessie Hodges       | Michaela Drummond Racquel Sheath | Ally Wollaston Eva Parkinson  |
| 2020 (janv) | Ally Wollaston Jessie Hodges     | Bryony Botha Rushlee Buchanan    | Racquel Sheath Nicole Shields |
| 2020 (nov)  | Rushlee Buchanan Jessie Hodges   | Bryony Botha Ally Wollaston      | McKenzie Milne Olivia Ray     |
| 2021        | Ally Wollaston Jessie Hodges     | Michaela Drummond Nicole Shields | Bryony Botha Emma Cumming     |
| 2022        | Bryony Botha Michaela Drummond   | Ally Wollaston Jessie Hodges     | Prudence Fowler Amelia Skyes  |
| 2024        | Bryony Botha Emily Shearman      | Georgia Simpson Prudence Fowler  | Meg Barker Elena Worrall      |

#### Omnium
| Année       | Vainqueur         | Deuxième           | Troisième         |
| ----------- | ----------------- | ------------------ | ----------------- |
| 2010        | Gemma Dudley      | Joanne Kiesanowski | Rushlee Buchanan  |
| 2015        | Lauren Ellis      | Elizabeth Steel    | Kirstie James     |
| 2017        | Michaela Drummond | Racquel Sheath     | Rushlee Buchanan  |
| 2019        | Michaela Drummond | Holly Edmondston   | Jessie Hodges     |
| 2020 (janv) | Jessie Hodges     | Ally Wollaston     | Rushlee Buchanan  |
| 2020 (nov)  | Nicole Shields    | Jessie Hodges      | Bryony Botha      |
| 2021        | Ally Wollaston    | Bryony Botha       | Jessie Hodges     |
| 2022        | Ally Wollaston    | Bryony Botha       | Samantha Donnelly |
| 2024        | Emily Shearman    | Bryony Botha       | Samantha Donnelly |
| 2025        | Emily Shearman    | Samantha Donnelly  | McKenzie Milne    |

#### Course par élimination
| Année       | Vainqueur      | Deuxième          | Troisième         |
| ----------- | -------------- | ----------------- | ----------------- |
| 2020        | Olivia Ray     | Ally Wollaston    | Jessie Hodges     |
| 2021        | Olivia Ray     | Bryony Botha      | Courtney King     |
| 2022 (mars) | Bryony Botha   | Samantha Donnelly | Ella Wyllie       |
| 2022 (déc.) | Ally Wollaston | Bryony Botha      | Samantha Donnelly |
| 2023        | Amelia Sykes   | Belle Judd        | Samantha Walker   |
| 2024        | Bryony Botha   | Prudence Fowler   | Georgia Simpson   |
| 2025        | Emily Shearman | Samantha Donnelly | Amelia Sykes      |

### Juniors Hommes

#### Kilomètre
| Année | Vainqueur       | Deuxième           | Troisième       |
| ----- | --------------- | ------------------ | --------------- |
| 2015  | Lewis Eccles    | Campbell Stewart   | Bradly Knipe    |
| 2016  | Bradly Knipe    | Campbell Stewart   | Tom Sexton      |
| 2017  | Jackson Ogle    | Joshua Scott       | Thomas Garbett  |
| 2018  | Thomas Garbett  | Conor Shearing     | George Jackson  |
| 2019  | Conor Shearing  | Reuben Webster     | Laurence Pithie |
| 2020  | Laurence Pithie | Mitchel Fitzsimons | Zakk Patterson  |
| 2021  | Jack Carswell   | Zakk Patterson     | Ryan Macleod    |
| 2022  | Kyle Aitken     | Luke Blackwood     | Jonathan Fish   |
| 2023  | Marshall Erwood | Magnus Jamieson    | Austin Norwell  |
| 2024  | Taeho Choi      | Magnus Jamieson    | Daniel Morton   |
| 2025  | Alex Schuler    | Hunter Dalton      | Joshua Grieve   |

#### Keirin
| Année | Vainqueur      | Deuxième       | Troisième         |
| ----- | -------------- | -------------- | ----------------- |
| 2015  | Bradly Knipe   | Lewis Eccles   | Hamish Beadle     |
| 2016  | Bradly Knipe   | Jackson Ogle   | Hamish Beadle     |
| 2017  | Jackson Ogle   | Ewan Syme      | Nepia Ruwhiu      |
| 2018  | Thomas Garbett | Angus Claasen  | Sam Upton         |
| 2019  | Conor Shearing | Sebastian Lipp | Lachlan Robertson |
| 2020  | Sebastian Lipp | Max Williams   | Joshua Miller     |
| 2021  | Ronan Shearing | Kaio Lart      | Zakk Patterson    |
| 2022  | Ronan Shearing | Liam Cavanagh  | Jaxon Russell     |
| 2023  | Conrad Clark   | Wilson Hannon  | Liam Ramsey       |
| 2024  | Taeho Choi     | Alex Schuler   | Miles Preena      |
| 2025  | Alex Schuler   | Miles Preena   | Hunter Ballard    |

#### Vitesse individuelle
| Année | Vainqueur      | Deuxième         | Troisième        |
| ----- | -------------- | ---------------- | ---------------- |
| 2015  | Lewis Eccles   | Campbell Stewart | Bradly Knipe     |
| 2016  | Bradly Knipe   | Campbell Stewart | Hamish Beadle    |
| 2017  | Jackson Ogle   | Thomas Garbett   | Ewan Syme        |
| 2018  | Thomas Garbett | Nepia Ruwhiu     | Angus Claasen    |
| 2019  | Angus Classen  | Sebastian Lipp   | Cameron Manley   |
| 2020  | Sebastian Lipp | Kaio Lart        | Ethan Titheridge |
| 2021  | Kaio Lart      | Jared Mann       | Liam Cavanagh    |
| 2022  | Liam Cavanagh  | Jaxon Russell    | Luke Blackwood   |
| 2023  | Liam Ramsey    | Wolf Pene        | Conrad Clark     |
| 2024  | Taeho Choi     | Alex Schuler     | Liam Ramsey      |
| 2025  | Alex Schuler   | Flynn Underwood  | Benjamin Murphy  |

#### Vitesse par équipes
| Année | Vainqueur                                        | Deuxième                                          | Troisième                                   |
| ----- | ------------------------------------------------ | ------------------------------------------------- | ------------------------------------------- |
| 2015  | Bradly Knipe Hamish Beadle Tom Sexton            | Hugo Jones Sam Buckner Max Jones                  | Liam Brown Cody Simpson James Cuff          |
| 2016  | Bradly Knipe Hamish Beadle Mitchell Morris       | Campbell Stewart Cody Simpson Carne Groube        | Hugo Jones Matt Trenchard Jackson Ogle      |
| 2017  | Mitchell Morris Corbin Strong Samuel Miller      | Harry Waine Aaron Wyllie Harris Fogelberg         | Jackson Ogle Jarred Treymane Jacob Coltman  |
| 2018  | Caleb Moyle Angus Claasen Thomas Garbett         | Nepia Ruwhiu Conor Shearing Ewan Syme             | Henry Smith Felix Donnelly Bailey O'Donnell |
| 2020  | Laurence Pithie Sebastian Lipp Michael Ownsworth | Zakk Patterson Ruben Webster Hamish Coltman       | Bradley Forsyth Kaio Lart Max Williams      |
| 2021  | Ewan Cousins Oliver Watson-Palmer Liam Cavanagh  | Ryan MacLeod Michiel van Heyningen Michael Audeau | Jaxson Russell Jared Mann Hamish Coltman    |
| 2022  | Kyle Aitken Liam Cavanagh Jaxson Russell         | Marshall Erwood Ronan Shearing Charlie Tinoai     | Luke Blackwood Joel Douglas Edward Pawson   |
| 2023  | Magnus Jamieson Jesse Willis Marshall Erwood     | Wilson Hannon Conrad Clark Alex Foden             | Matthew Davidson Charlie Hegan Wolf Pene    |
| 2024  | Taeho Choi Alex Schuler Flynn Underwood          | Hunter Dalton Jack Gerken Edward Sims             | George Manson Malachi McLaren Liam Ramsey   |
| 2025  | Benjamin Murphy Alex Schuler Stirling Jarnell    | Hamish Wallace Zach Woollett Jonathan Blyth       | Austin Riley Leo Webb Oskar McIvor          |

#### Poursuite individuelle
| Année | Vainqueur         | Deuxième         | Troisième        |
| ----- | ----------------- | ---------------- | ---------------- |
| 2015  | Campbell Stewart  | Hugo Jones       | Connor Brown     |
| 2016  | Campbell Stewart  | Jared Gray       | Connor Brown     |
| 2017  | Aaron Wyllie      | Corbin Strong    | Joshua Scott     |
| 2018  | Finn Fisher-Black | Bailey O'Donnell | George Jackson   |
| 2019  | Finn Fisher-Black | Laurence Pithie  | Keegan Hornblow  |
| 2020  | Laurence Pithie   | Ryan MacLeod     | Reuben Webster   |
| 2021  | Jack Carswell     | Ryan Macleod     | Jonathan Fish    |
| 2022  | Joel Douglas      | Kyle Aitken      | Edward Pawson    |
| 2023  | James Gardner     | Marshall Erwood  | Magnus Jamieson  |
| 2024  | Daniel Morton     | Lucas Bhimy      | Magnus Jamieson  |
| 2025  | Joshua Grieve     | Hunter Dalton    | Stirling Jarnell |

#### Course aux points
| Année | Vainqueur        | Deuxième        | Troisième        |
| ----- | ---------------- | --------------- | ---------------- |
| 2015  | Sam Dobbs        | Tom Sexton      | Max Jones        |
| 2016  | Campbell Stewart | Connor Brown    | Hayden Strong    |
| 2017  | Corbin Strong    | Aaron Wyllie    | Samuel Miller    |
| 2018  | George Jackson   | Jarred Treymane | Felix Donnelly   |
| 2019  | Laurence Pithie  | Logan Currie    | Kiaan Watts      |
| 2020  | Laurence Pithie  | Zakk Patterson  | Ryan MacLeod     |
| 2021  | Zakk Patterson   | Jaxson Whyte    | Jack Carswell    |
| 2022  | Lewis Johnston   | Joel Douglas    | Jaxson Whyte     |
| 2023  | James Gardner    | Marshall Erwood | Tom Kerr         |
| 2024  | Daniel Morton    | Lucas Bhimy     | Matthew Davidson |
| 2025  | Robert Turnbull  | Hunter Dalton   | Joshua Grieve    |

#### Scratch
| Année | Vainqueur            | Deuxième        | Troisième         |
| ----- | -------------------- | --------------- | ----------------- |
| 2015  | Chris Denholm        | Max Jones       | Hugo Jones        |
| 2016  | Campbell Stewart     | Tom Sexton      | Connor Brown      |
| 2017  | Joshua Scott         | Corbin Strong   | Jared Pidcock     |
| 2018  | Kiaan Watts          | Hamish Keast    | Finn Fisher-Black |
| 2019  | Kiaan Watts          | Lachlan Dickson | Keegan Hornblow   |
| 2020  | Mitchel Fitzsimons   | Laurence Pithie | Zakk Patterson    |
| 2021  | Joel Douglas         | Jonathan Fish   | Jack Carswell     |
| 2022  | Oliver Watson-Palmer | Jaxson Whyte    | Lewis Johnston    |
| 2023  | Marshall Erwood      | Maui Morrison   | Charlie Hegan     |
| 2024  | Bernard Pawson       | Daniel Morton   | Kane Foster       |
| 2025  | Jesse Johnston       | Joshua Grieve   | Robert Turnbull   |

#### Omnium
| Année | Vainqueur       | Deuxième          | Troisième        |
| ----- | --------------- | ----------------- | ---------------- |
| 2017  | Corbin Strong   | Aaron Wyllie      | Samuel Miller    |
| 2020  | Laurence Pithie | Matthew Ownsworth | Michael Richmond |
| 2024  | Bernard Pawson  | Daniel Morton     | Magnus Jamieson  |
| 2025  | Joshua Grieve   | Kyle Paris        | Jesse Johnston   |

#### Course à l'élimination
| Année | Vainqueur       | Deuxième       | Troisième      |
| ----- | --------------- | -------------- | -------------- |
| 2022  | Joel Douglas    | Maui Morrison  | Matthew Davis  |
| 2023  | Marshall Erwood | Maui Morrison  | Wolf Pene      |
| 2024  | Magnus Jamieson | Lucas Bhimy    | Bernard Pawson |
| 2025  | Hunter Dalton   | Jesse Johnston | Joshua Grieve  |